# Manurhin MR 73

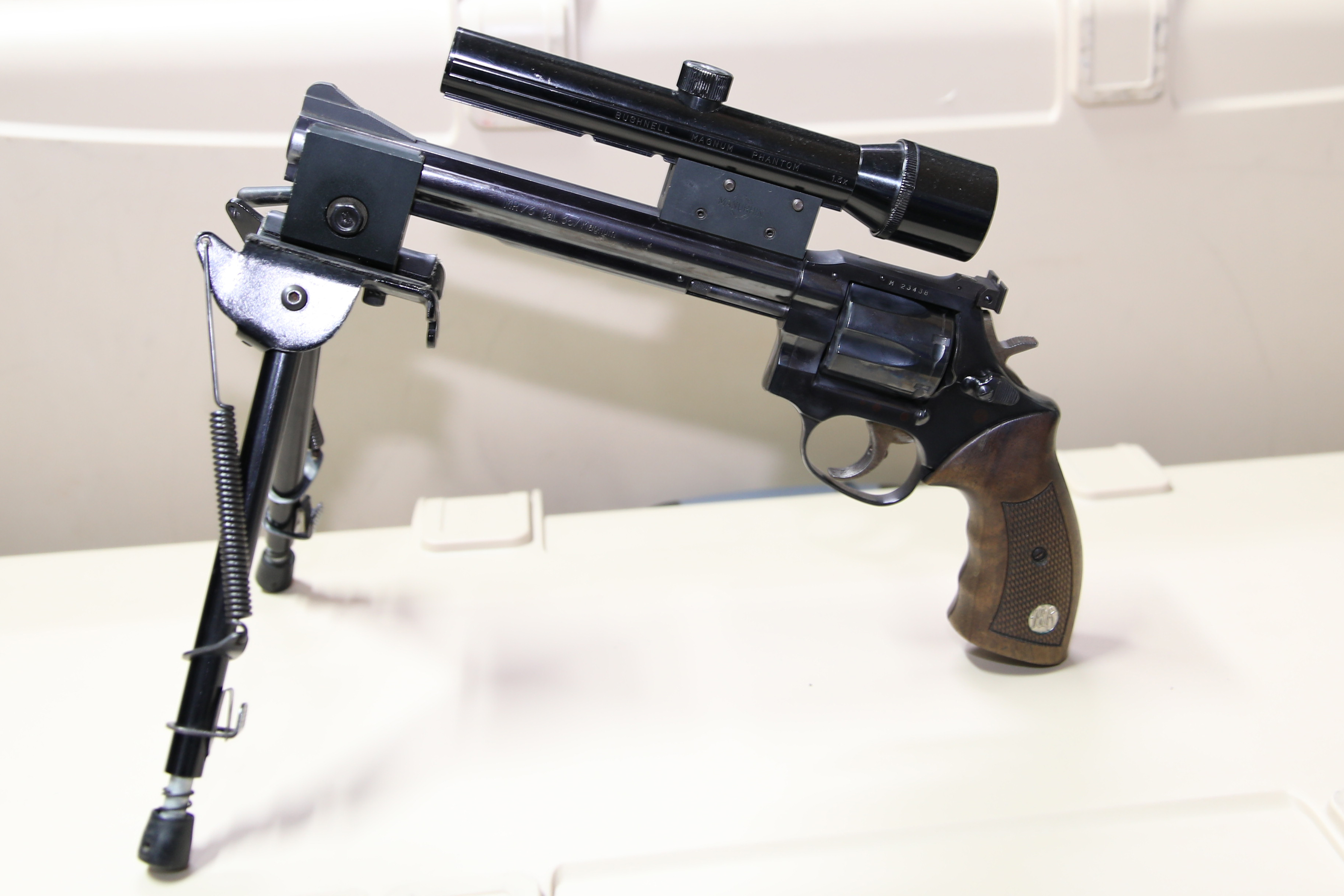
Versione da 200mm per la lunga distanza

La Manurhin MR 73 è una rivoltella in doppia azione, prodotta dal 1973 dalla francese Manurhin - Manufacture de machines du haut-Rhin (dal 1995 MNR Group SA) a Mulhouse. È stato il primo revolver costruito in Francia dal 1892. Sviluppata per soddisfare le richieste della Police nationale e della Gendarmerie nationale, viene utilizzata anche dalle loro unità speciali quali il Groupe d'intervention de la Gendarmerie nationale (GIGN). Questa rivoltella è stata creata dall'ingegnere Gilbert Maillard, Direttore alla Manurhin.
Dotata di mira posteriore regolabile e anteriore intercambiabile, nella versione base Gendarmerie è in calibro .38 Special o .357 Magnum e, oltre a questi, nelle versioni Sport e Match anche in .32 S&W Long, denominata anche MR 32, così come MR 38 per la .38 Special da tiro a segno, o 9 mm Parabellum con tamburo intercambiabile. Nelle versioni sportive sono dotate di microregolazione delle mire e anche il grilletto ha la corsa regolabile.
È disponibile con diverse lunghezze di canna, da 2"1/2 a 6" nelle versioni Défense/Gendarmerie, fino a 8 o 10 pollici (254 mm) per le Match/Sport da tiro sportivo e le varianti Long Range da 9" e Silhouette con canna da 275 mm (10"3/4). 
I reparti del GIGN ne hanno utilizzato anche una versione con canna da 200 mm dotata di supporto a due piedi per tiri di precisione sulla lunga distanza.

## Utilizzatori
- Austria: EKO-Cobra[1]
- Burkina Faso[2]
- Camerun[2]
- Ciad[2]
- Francia: GIGN e RAID.
- Gabon[2]
- Costa d'Avorio[2]
- Mauritius[2]
- Senegal[2][3]
- Seychelles[2]
- Togo[2]